# Parc national de Kafue
Le parc national de Kafue est le plus grand parc national de Zambie, avec une surface d'environ 22 400 km2 (similaire à celle du pays de Galles).  Il abrite 158 espèces de mammifères et plusieurs centaines d'espèces d'oiseaux.
Son nom vient de la rivière Kafue. Il s'étend sur trois provinces, la province Nord-Occidentale, la province Centrale et la province Méridionale. On y accède via la « grande route de l'ouest » qui relie Lusaka à Mongu en traversant le nord du parc. Des pistes saisonnières le relient à Kalomo et Namwala au sud et sud-est, ainsi qu'à Kasempa au nord.

## Histoire
La réserve de Kafue fut instituée en 1924, après que le gouvernement colonial britannique a déplacé les habitants de la zone, le peuple Nkoya du roi Mwene Kabulwebulwe, depuis leurs terres de chasse vers ce qui est actuellement le district de Mumbwa, à l'est. Insatisfaits du développement de la Province centrale et du manque d'intérêt touristique pour la réserve, les Nkoya demandèrent que soit créée une nouvelle province qu'ils proposaient d'appeler « province de Kafue »[source insuffisante]. 
La réserve devient parc national en 1950.

## Faune
Kafue abrite de nombreuses espèces d'antilopes ainsi que de grands troupeaux de cobes rouges et de pukus ; on trouve aussi de petits groupes de zèbres et de gnous bleus dans les plaines de Busanga, aux alentours du mois de juin, au début de la saison sèche. La partie nord du parc propose un environnement de brousse mixte. Koudous, guibs harnachés, élands, cobes, céphalophes de Grimm, grysboks de Sharpe et cobes à croissant se rencontrent fréquemment dans le parc. Les lions sont répartis dans tout le parc, mais les grands mâles sont de plus en plus rares, avec un effet inévitable sur la population correspondante. Ils traquent nuitamment leurs proies parmi les troupeaux de cobes et de pukus, en utilisant avec une efficacité mortelle les canaux naturels de drainage des plaines de Busanga. La rivière Kafue et ses affluents grouillent d'activité et abritent des hippopotames et quelques-uns des plus grands crocodiles d'Afrique australe. Les éléphants sont visibles notamment près de la rivière Kafue et autour du lac Itezhi-Tezhi. Les léopards sont communs dans les zones forestières mais on les rencontre peu dans les plaines. Les hyènes tachetées sont plus rares. Les guépards sont présents essentiellement dans le nord de la zone, où leur population semble en croissance. On peut enfin voir occasionnellement des lycaons un peu partout dans le parc, qui est pour eux un des meilleurs refuges de Zambie.

## Environnement physique
La zone est globalement plate ou légèrement ondulée, à l’exception de quelques petites collines abruptes de grès porphyrique situées entre Chonga et Ngoma et quelques zones de grès et de granit atteignant 120 m aux alentours de Ngoma. La partie sud-ouest du massif granitique de Hook sous-tend la partie centrale du parc, formée de schiste, gneiss, gneiss granitique et granit. Sur le bord du massif granitique, on trouve de l'ardoise, des quartzites et du calcaire de la sédimentation katanguienne de l'arc lufilien intérieur. Au nord et au sud du massif granitique, le sol est couvert de cailloux, de divers types de latérite, de schistes argileux et de siltite.
À l'extrémité nord du parc, les plaines inondables ont des sols argileux, lesquels sont sinon fortement lessivés donnant des sols sableux à limoneux peu fertiles. Dans la plupart des drainage de la rivière Nanzila et quelques-unes des terres autour de la rivière Nkala, de la rivière Musa et de la rivière Lwansanza, on trouve des argiles alcalines gris foncé. Le parc est par ailleurs couvert par des sables du Kalahari, pâles ou orange, relativement infertiles, bien drainés et mélangés avec un peu de limon et d'argile.
Les précipitations annuelles moyennes varient de 510 mm dans le sud à plus de 1 020 mm dans le nord.
La température moyenne annuelle est de 21 °C, avec une moyenne maximale de 26 °C en juillet à 33 °C en octobre, le mois le plus chaud de l'année. Les vents sont la plupart du temps faibles, soufflant de l'est. De novembre à février, il y a environ 5 heures de soleil par jour et, entre juin et septembre, environ 9 heures d'ensoleillement par jour.

## Écorégions et habitats
La majeure partie du parc est située dans le Miombo zambézien central, une écorégion caractérisée par une savane herbeuse à miombo, lesquels forment des peuplements épais par endroits, avec quelques dambos (plaines qui deviennent marécageuses en saison des pluies) intercalés. Dans le sud, on trouve des collines rocailleuses et des affleurements rocheux où les espèces typiques de l'écorégion des « forêts de mopane zambiennes » prennent le dessus, les mopanes étant mieux adaptés aux conditions plus sèches et plus chaudes de cet endroit que les miombos. Une étroite ceinture de forêt d'arbres à feuilles persistantes suit les rives de la rivière Kafue. Cette dernière a été, ce qui fit controverse, endiguée juste à l'extérieur du parc, par le barrage d'Itezhi-Tezhi, avec un réservoir  à l'intérieur du parc. Des peuplements ponctuels de teck (Baikiaea) et de Cryptosepalum se trouvent au sud et à l'ouest.
Le « joyau de la couronne » du parc de Kafue est cependant l'écorégion des prairies inondables zambéziennes au nord, qui inclut le marais et les plaines de Busanga. La zone abrite de grands troupeaux d'herbivores ainsi que leurs prédateurs. En saison sèche, les animaux restent proches des marais et marécages et peuvent être facilement vus par l'homme. La région est aussi remarquable pour son avifaune.
Ngoma, dans le sud, est le quartier général du parc, mais cette zone, ainsi que celle des plaines de Nanzhila, sont moins visitées et sont quelque peu laissées à l'abandon depuis que le barrage d'Itezhi-Tezhi a été construit et que des lodges ont été construits au nord. Le réservoir a coupé la route nord-sud qui traversait le parc, et il est désormais nécessaire de faire un détour par l'extérieur du parc pour relier Ngoma à Chunga.
Le parc fait partie de la « zone de conservation transfrontalière du Kavango-Zambèze », un projet regroupant cinq pays.